# Unforgettable Jula
Unfogettable Jula è un album musicale della cantante italiana Jula de Palma che raccoglie 10 tracce registrate in studio a Londra nel 1972 e mai pubblicate prima del 2015.
L'album è stato pubblicato in formato digitale il 21 aprile 2015 dall'etichetta La Cupula Music e distribuito sui maggiori store internazionali.

## Il disco
L'album si compone di dieci nuove versioni di alcuni brani presenti in “Jula al Sistina” (RCA, 1970).
La novità è quella delle versioni in inglese scritte appositamente dal liricista Norman Newell: The answer in yes (Eccezionalmente sì), The story of my tears (Bugiardo e incosciente) e All the days of my years (Emanuelle). La versione di People è qui presentata in versione originale.

## Tracce
1. The Answer's Yes (Newell-de Palma-Luttazzi)
2. The Story of My Tears (Newell-Limiti-Serrat)
3. Saint Louis Blues (W.C. Handy)
4. All the Days of My Years (Newell-Amurri-Ferrio)
5. That Old Black Magic (Mercer-Allen)
6. Oh, Alfredo (de Palma-Lanzi)
7. People (Merril-Stein)
8. Won't Dance (O. Hammerstein II-Harbach-Kern)
9. Desafinado (A.C. Jobim-M. Mendonca)
10. Mr. Paganini (Coslow-Fitzgerald)